# Jagdstaffel 1
La Königlich Preußische Jagdstaffel Nr 1 ou Jagdstaffel 1 (terme abrégé en Jasta 1) est une escadrille de la Luftstreitkräfte, la branche aérienne de l'Armée impériale allemande pendant la Première Guerre mondiale. Jasta est un acronyme formé par l'abréviation du mot allemand Jagdstaffel (escadrille de chasse). L'unité totalise 107 victoires aériennes pendant la guerre, au prix de 12 tués et 4 blessés au combat, un tué dans un accident et 1 prisonnier.

## Histoire
La Jasta 1 est formée à Bertincourt, dans le Pas-de-Calais, le 22 août 1916. Elle est commandée initialement par le Hauptmann Martin Zander (en) et agrège des pilotes venus de plusieurs unités de chasse, notamment le Kampfeinsitzer Kommando Nord (« unité de combat monoplace Nord ») et le Feldflieger Abteilung de la 1re armée. C'est à cette armée qu'est rattachée la Jasta 1, pour mener des opérations de combat à partir du 24 août 1916 sur des Fokker D.I (en) et D.II, puis des Halberstadt D.II.
Le 18 novembre, Martin Zander est remplacé par l'Oberleutnant Hans Kummetz (en). Sous son commandement, la Jasta 1 poursuit ses opérations dans le secteur de la 1re armée, jusqu'à son départ en Italie le 13 septembre 1917. Elle est alors intégrée au Jagdgruppe 14, qui rassemble les Jasta 1, 31 et 39 (en) en soutien à la 14e armée au cours de la bataille de Caporetto (particulièrement dans les secteurs de Campoformido et Aviano. Le 11 janvier 1918, Hans Kummetz est abattu au-dessus de Conegliano par un pilote anglais, et est remplacé par l'Oberleutnant Walter Korte.
Après avoir combattu à San Fior jusqu'en mars 1918, la Jasta 1 revient en France, en soutien à la 3e armée. En juillet, elle est intégrée au Jagdgruppe 5 aux côtés des Jastas 9, 41 (en), 45 (en), 50 (en) et 66 (en) sur le front de la 7e armée. En août, la Jasta 1 passe dans le secteur de la 17e armée dans l'Artois. Le 3 septembre, le commandement de l'unité passe au Rittmeister Kurt-Bertram von Döring (en), qui le conserve jusqu'à la fin de la guerre. 
Après l'armistice du 11 novembre 1918, la Jasta 1 est démobilisée à Breslau, le 12 décembre 1918.

## Identification des avions
La plupart des escadrilles allemandes de la Première Guerre mondiale décorent leurs avions pour faciliter leur identification. Dans le cas de la Jasta 1, peu de choses sont connues sur ces marquages, en dehors de la prépondérance de motifs personnels sur les Albatros D.III à la fin 1917 sur le front italien. Entre octobre 1917 et janvier 1918, les emblèmes personnels des pilotes sont caractérisés par des motifs noirs et blancs.

## Liste des commandants (Staffelführer)
1. Martin Zander (en) : 22 août 1916 - 10 novembre 1916
2. Erich Hahn (en) (par intérim) : 10 novembre 1916 - 18 novembre 1916
3. Hans Kummetz (en) : 18 novembre 1916 - 12 septembre 1917
4. Otto Deindl (par intérim) : 13 septembre 1917 - 19 novembre 1917
5. Hans Kummetz : 20 novembre 1917 - 11 janvier 1918 (mort au combat)
6. Armbrecht (par intérim) : 12 janvier 1918 - 19 janvier 1918
7. Walter Korte : 20 janvier 1918 - 7 mars 1918
8. Armbrecht : 8 mars 1918 - 23 août 1918
9. Bruno von Voigt : 26 août 1918 - 3 septembre 1918
10. Kurt-Bertram von Döring (en) : 3 septembre 1918 - 11 novembre 1918

## Liste des bases d'opérations
1. Bertincourt : 22 août 1916 - 22 septembre 1916
2. Hermies : 23 septembre 1916 - 26 octobre 1916
3. Proville : 27 octobre 1916 - 22 mars 1917
4. Besny-et-Loizy : 23 mars 1917 - 31 mars 1917
5. Vivaise : 1er avril 1917 - 21 septembre 1917
6. Veldes, Italie : septembre 1917 - 2 novembre 1917
7. Campoformido, Italie, 3 novembre 1917 - 10 novembre 1917
8. Aviano, Italie : 11 novembre 1917 - 15 novembre 1917
9. Fossamerlo di San Vendemiano, Italie : 16 novembre 1917 - 22 décembre 1917
10. San Fior, Italie : 23 décembre 1917 - 13 mars 1918
11. Blaise : mars 1918 - 30 mai 1918
12. Saint-Rémy : 31 mai 1918 - 7 juin 1918
13. Maison Ferme : 8 juin 1918 - 12 juin 1918
14. Mont St. Martin : 13 juin 1918 - 26 juin 1918
15. Magneuse-Villette : 27 juin 1918 - 10 juillet 1918
16. Fonfry : 11 juillet 1918 - 19 juillet 1918
17. Bazoches : 20 juillet 1918 - 26 juillet 1918
18. Maizy : 27 juillet 1918 - 31 juillet 1918
19. Sissone : 1er août 1918 - 12 août 1918
20. Emerchicourt : 13 août 1918 - 24 août 1918
21. Roucourt : 25 août 1918 - 1er septembre 1918
22. Erre-Somain : 2 septembre 1918 - 26 septembre 1918
23. Helesmes-Denain : 27 septembre 1918 - 11 octobre 1918
24. Ghlin : 12 octobre 1918 - 17 octobre 1918
25. Castern : 18 octobre 1918 - 9 novembre 1918
26. Wavre : 10 novembre 1918 - 11 novembre 1918

## Membres célèbres
18 as de l'aviation ont volé au sein de la Jagdstaffel 1 au cours de la guerre :
- Hans von Keudell (en)[4]
- Hans Kummetz (en)[5]
- Raven von Barnekow[6]
- Paul Bona[7]
- Georg Staudacher[8]
- Kurt Wintgens[9]
- Gustav Borm (pl)[10]
- Wilhelm Cymera (pl)[11]
- Herbert Schröder (pl)[12]
- Hans von Freden (en)[13]
- Gustav Leffers (en)[14]
- Martin Zander (en)[15]
- Kurt-Bertram von Döring (en)[16]
- Erich Hahn (en)[17]
- Walter Höhndorf[18]
- Karl Jentsch[19]
- Franz Ray[20]
- Leopold Reimann (en)[21]

### Note
1. ↑  Staffel est un terme féminin, en allemand[1].